# Телър (окръг)
Окръг Телър (на английски: Teller County) е окръг в щата Колорадо, Съединени американски щати. Площта му е 1448 km², а населението - 24 646 души (2017). Административен център е град Крипъл Крийк.

## Градове
- Удленд Парк